# Finale Europacup I 1960
De finale van de Europacup I van het seizoen 1959/60 werd gehouden op 18 mei 1960 in het Hampden Park in Glasgow. Voor de vijfde keer op rij stond Real Madrid in de finale. De Koninklijke versloegen het West-Duitse Eintracht Frankfurt met 7-3. De wedstrijd wordt beschouwd als een van de beste voetbalwedstrijden ooit.
Alfredo Di Stéfano en Ferenc Puskás scoorden allebei een hattrick tijdens de finale. Enkel de Italiaan Pierino Prati deed hen dat later na, hij scoorde in 1969 een hattrick tegen Ajax. Ook in 1962 scoorde Puskás een hattrick in de finale. Voor Di Stefano was het overigens de vijfde keer op rij dat hij in de finale van de Europacup I raak schoot.

## Voorgeschiedenis
Eintracht Frankfurt kreeg aanvankelijk van de Duitse voetbalbond geen toestemming om tegen Real Madrid te spelen. Bij de Koninklijke vertoefde immers Ferenc Puskás, de Hongaarse aanvaller die West-Duitsland op het WK 1954 beschuldigde van dopinggebruik. Hongarije verloor in de WK-finale met 2-3 van West-Duitsland. Pas nadat Puskas een formele brief met zijn verontschuldigingen had geschreven, kreeg Frankfurt de toelating om deel te nemen aan de finale van de Europacup.

### Wedstrijd
|             |                                                    |       |                         |                                                                                    |
| 18 mei 1960 | Real Madrid                                        | 7 – 3 | Eintracht Frankfurt     | Hampden Park, Glasgow Toeschouwers: 127.621 Scheidsrechter: Jack Mowat (Schotland) |
| 18 mei 1960 | Di Stéfano 27', 30', 73' Puskás 46', 56', 60', 71' |       | 18' Kreß 72', 75' Stein | Hampden Park, Glasgow Toeschouwers: 127.621 Scheidsrechter: Jack Mowat (Schotland) |

| Real Madrid | Frankfurt |

| Real Madrid: |    |                    |
|              |    |                    |
| GK           | 1  | Rogelio Domínguez  |
| DF           | 2  | Marquitos          |
| DF           | 3  | José Santamaría    |
| DF           | 4  | Pachín             |
| MF           | 5  | José María Vidal   |
| MF           | 6  | José María Zárraga |
| FW           | 7  | Canário            |
| FW           | 8  | Luis del Sol       |
| FW           | 9  | Alfredo Di Stéfano |
| FW           | 10 | Ferenc Puskás      |
| FW           | 11 | Francisco Gento    |
| Coach:       |    |                    |
| Miguel Muñoz |    |                    |

| Eintracht Frankfurt: |    |                        |
|                      |    |                        |
| GK                   | 1  | Egon Loy               |
| DF                   | 2  | Friedel Lutz           |
| DF                   | 3  | Hermann Höfer          |
| DF                   | 5  | Hans-Walter Eigenbrodt |
| MF                   | 4  | Hans Weilbächer        |
| MF                   | 6  | Dieter Stinka          |
| FW                   | 7  | Richard Kreß           |
| FW                   | 8  | Dieter Lindner         |
| FW                   | 9  | Erwin Stein            |
| FW                   | 10 | Alfred Pfaff           |
| FW                   | 11 | Erich Meier            |
| Coach:               |    |                        |
| Paul Oßwald          |    |                        |